# Communauté de communes Centre Dombes
Die Communauté de communes Centre Dombes ist ein ehemaliger französischer Gemeindeverband mit Rechtsform einer Communauté de communes im Département Ain der Region Auvergne-Rhône-Alpes. Sein Name bezieht sich auf seine zentrale Lage in den Dombes, eine Seenlandschaft südlich von Bourg-en-Bresse. Der am 9. April 2002 gegründete Gemeindeverband bestand aus 13 Gemeinden und zählte 15.758 Einwohner (Stand 2013) auf einer Fläche von 228,7 km2. Er hatte seinen Sitz in Villars-les-Dombes, Präsident war zuletzt Michel Girer.

## Aufgaben
Zu den vorgeschriebenen Kompetenzen gehörten die Entwicklung und Förderung wirtschaftlicher Aktivitäten und die Raumplanung auf Basis eines Schéma de Cohérence Territoriale.  Zusätzlich betrieb der Gemeindeverband die Straßenmeisterei und die Abfallwirtschaft.

## Historische Entwicklung
Mit Wirkung vom 1. Januar 2017 wurde der Gemeindeverband mit der Communauté de communes Chalaronne Centre und der Communauté de communes du Canton de Chalamont zur Nachfolgeorganisation Communauté de communes de la Dombes fusioniert.

## Ehemalige Mitgliedsgemeinden
Folgende 13 Gemeinden gehören der Communauté de communes Centre Dombes an:
| Gemeinde                 | Einwohner 1. Januar 2022 | Fläche km² | Dichte Einw./km² | Code INSEE | Postleitzahl |
| ------------------------ | ------------------------ | ---------- | ---------------- | ---------- | ------------ |
| Birieux                  | 280                      | 15,8       | 18               | 01045      | 01330        |
| Bouligneux               | 323                      | 26,1       | 12               | 01052      | 01330        |
| La Chapelle-du-Châtelard | 391                      | 13,4       | 29               | 01085      | 01240        |
| Lapeyrouse               | 337                      | 20,0       | 17               | 01207      | 01330        |
| Marlieux                 | 1.186                    | 16,9       | 70               | 01235      | 01240        |
| Mionnay                  | 2.309                    | 19,6       | 118              | 01248      | 01390        |
| Monthieux                | 673                      | 10,8       | 62               | 01261      | 01390        |
| Saint-André-de-Corcy     | 3.369                    | 20,7       | 163              | 01333      | 01390        |
| Saint-Germain-sur-Renon  | 262                      | 15,8       | 17               | 01359      | 01240        |
| Saint-Marcel             | 1.300                    | 11,6       | 112              | 01371      | 01390        |
| Sainte-Olive             | 357                      | 7,4        | 48               | 01382      | 01330        |
| Saint-Paul-de-Varax      | 1.637                    | 26,0       | 63               | 01383      | 01240        |
| Villars-les-Dombes       | 5.059                    | 24,6       | 206              | 01443      | 01330        |